# Edward Theodore Compton
Edward Theodore Compton (27. juli 1849 i London - 22. marts 1921 i Feldafing) var en engelsk maler. 
Compton, der lærte på engelske kunstskoler og derefter bosatte sig i Tyskland (fra 1874 ved Starnberg-søen), har vundet navn som alpemaler og i så henseende udfoldet en stor produktivitet, ikke mindst med smukke akvareller (1910 udkom i Berchtesgaden en mappe med akvareller af Compton). Han har også malet en del billeder fra Norge, Italien m. v.